# Stdio.h
<stdio.h>, pour « Standard Input/Output Header » ou « En-tête Standard d'Entrée/Sortie », est l'en-tête de la bibliothèque standard du C déclarant les macros, les constantes et les définitions de fonctions utilisées dans les opérations d'entrée/sortie. Il descend du « portable I/O package » (ou « paquet d'entrée/sortie portable ») écrit par Michael Lesk dans les Laboratoires Bell au début des années 70. Pour des raisons de compatibilité avec le C, le C++ intègre un équivalent : <cstdio>.
Les fonctions déclarées dans <stdio.h> sont extrêmement populaires car, faisant partie de la bibliothèque standard du C, elles sont garanties de fonctionner sur n'importe quelle plate-forme supportant le langage C. Certaines applications dédiées à une plate-forme particulière peuvent cependant avoir des raisons d'utiliser les routines d'entrée/sortie de cette plate-forme, plutôt que celles fournies par cet en-tête.

## Exemple d'utilisation
Toutes les fonctions en C (et ses nombreux dérivés) sont déclarées dans des en-têtes. Ainsi, les programmeurs doivent inclure l'en-tête <stdio.h> dans leur code source pour pouvoir utiliser les fonctions déclarées dans celui-ci.
```
#include
 
<stdio.h>

 

int
 
main
(
void
)

{

    
int
 
ch
;

    
while
 
((
ch
 
=
 
getchar
())
 
!=
 
'\n'
)

        
putchar
(
ch
);

    
putchar
(
'\n'
);

    
return
 
0
;

}

```

Le programme ci-dessus lit la totalité des données envoyées sur l'entrée standard et les renvoie sur la sortie standard, byte par byte, et ajoute un retour à la ligne à la fin de cette sortie.
Par ailleurs, on peut aussi mentionner la fonction printf, souvent utilisée pour faire le hello world! en C mais qui n'a pas été utilisée dans cet exemple.

### Sources
- (en) Cet article est partiellement ou en totalité issu de l’article de Wikipédia en anglais intitulé « stdio.h » (voir la liste des auteurs).